# 宝積部 (大正蔵)
宝積部（ほうしゃくぶ）とは、大正新脩大蔵経において、『宝積経』に関連する仏典をまとめた領域のこと。
『勝鬘経』、『浄土三部経』（『無量寿経』『観無量寿経』『阿弥陀経』）などを含む。
第6番目の部であり、収録されている経典ナンバーは310から373まで。巻数では11巻-12巻（前半）に相当する。
第12巻の後半には、後続する「涅槃部」の諸経典が一緒に収録されている。

## 構成

### 巻別
- 宝積部 （上） 第11巻 - No.310-320
- 宝積部 （下） 第12巻 - No.321-373

### 詳細
宝積部 （上） 第11巻 - No.310-320
- 310.『大宝積経』
- 311.『大方広三戒経』
- 312.『如来不思議秘密大乗経』
- 313.『阿閦仏国経』
- 314.『大乗十法経』
- 315.『普門品経』
- 316.『大乗菩薩蔵正法経』
- 317.『胞胎経』
- 318.『文殊師利仏土厳浄経』
- 319.『大聖文殊師利菩薩仏刹功徳荘厳経』
- 320.『父子合集経』

宝積部 （下） 第12巻 - No.321-373
- 321.『護国尊者所問大乗経』
- 322.『法鏡経』
- 323.『鬱迦羅越問菩薩行経』
- 324.『幻士仁賢経』
- 325.『決定毗尼経』
- 326.『三十五仏名礼懺文』
- 327.『発覚浄心経』
- 328.『須頼経』
- 329.『須頼経』
- 330.『菩薩修行経』
- 331.『無畏授所問大乗経』
- 332.『優填王経』
- 333.『大乗日子王所問経』
- 334.『須摩提菩薩経』
- 335.『須摩提菩薩経』
- 336.『須摩提経』
- 337.『阿闍貰王女阿朮達菩薩経』
- 338.『離垢施女経』
- 339.『得無垢女経』
- 340.『文殊師利所説不思議仏境界経』
- 341.『聖善住意天子所問経』
- 342.『如幻三昧経』
- 343.『太子刷護経』
- 344.『太子和休経』
- 345.『慧上菩薩問大善権経』
- 346.『大方広善巧方便経』
- 347.『大乗顕識経』
- 348.『大乗方等要慧経』
- 349.『弥勒菩薩所問本願経』
- 350.『遺日摩尼宝経』
- 351.『摩訶衍宝厳経』
- 352.『大迦葉問大宝積正法経』
- 353.『勝鬘師子吼一乗大方便方広経』
- 354.『毘耶娑問経』
- 355.『入法界体性経』
- 356.『宝積三昧文殊師利菩薩問法身経』
- 357.『如来荘厳智慧光明入一切仏境界経』
- 358.『度一切諸仏境界智厳経』
- 359.『大乗入諸仏境界智光明荘厳経』
- 360.『無量寿経』
- 361.『無量清浄平等覚経』
- 362.『阿弥陀三耶三仏薩楼仏檀過度人道経』
- 363.『大乗無量寿荘厳経』
- 364.『大阿弥陀経』
- 365.『観無量寿仏経』
- 366.『阿弥陀経』
- 367.『称讃浄土仏摂受経』
- 368.『抜一切業障根本得生浄土神呪』
- 369.『阿弥陀仏説呪』
- 370.『阿弥陀鼓音声王陀羅尼経』
- 371.『観世音菩薩授記経』
- 372.『如幻三摩地無量印法門経』
- 373.『後出阿弥陀仏偈』